# Крестед Бют
Крестед Бют (на английски: Crested Butte) е град в окръг Гънисън, щата Колорадо, САЩ. Крестед Бют е с население от 1529 жители (2000) и обща площ от 1,8 km². Намира се на 2720 m надморска височина. ЗИП кодът му е 81224 & 81225, а телефонният му код е 970.